# Берестейський округ
Бересте́йський о́круг — адміністративний округ, утворений 7 червня 1919 р. при Цивільному управлінні східних земель.
До Берестейського округу входили повіти: Берестейсько-Литовський, Вовковиський, Пружанський, Слонімський, Кобринський та Пінський.
1 серпня 1919 року з частини Новогрудського та Слуцького повітів створено Барановицький повіт, який увійшов до Берестейського округу.
6 листопада 1919 року до Берестейського округу приєднано Мозирський повіт (із тимчасовим центром у Житковичах).
10 квітня 1920 р. до складу повіту Мозирського включили частину Речицького повіту, який був тимчасово окупований польською армією.

## Демографія
У грудні 1919 року в районі проживало 1 121 978 осіб. Його найбільшими містами були: Пінськ (21 436 жителів), Берестя Литовське (14 005 жителів) та Барановичі (10 373 жителів). На території району було також 5544 інших населених пунктів, 10 із яких налічували 5—10 тис. жителів, а 43 мали 1–5 тис. жителів.

## Освіта
У Берестейському повіті в 1919/1920 навчальному році було 347 початкових шкіл, 18 середніх шкіл, 14 професійно-технічних училищ, 2 вчительські семінарії та 1 курс. Загалом у школах навчалося 28 427 дітей, працювало 727 вчителів. У березні 1920 року діяло 340 шкіл із навчанням польською мовою і 379 шкіл з навчанням іншими мовами.

## Детальний адміністративний поділ
| Повіт | Площа км² | Меш.    |  | Повітове місто    | Меш.   |
| --- | --------- | ------- |  | ----------------- | ------ |
| Мінський район |           |         |  |                   |        |
| Барановицький ¹ | 4495      | 178.212 |  | Барановичі        | 10 373 |
| Берестейський | 4881      | 81 497  |  | Литовське Берестя | 14.005 |
| Кобринський | 5257      | 107,814 |  | Кобринь           | 8,835  |
| Мозирський² | 16155     | 240.142 |  | Житковичі         | ?      |
| Пінський | 11867     | 222.018 |  | Пінськ            | 21 436 |
| Пружанський | 4164      | 67 343  |  | Пружани           | 6,173  |
| Слонімський | 7126      | 127 737 |  | Слонім            | 9,719  |
| Вовковиський | 3813      | 97.215  |  | Вовковиськ        | 8,472  |
| ¹ Створено 1 серпня 1919 р. з частини Новогрудського та Слуцького повітів (Вісник законів ZCZW з 1919 року. 19, п. 172) |           |         |  |                   |        |
| ² З'єднаний 6 листопада 1919 р. з тимчасовим місцезнаходженням у Житковичах (Вісник законів ZCZW із 1919 року. 26, п. 275)). 10 квітня 1920 р. тимчасово окупована польською армією частина Речицького повіту була включена до складу Мозирського повіту (Вісник законів). ZCZW з 1920 року. 34, ст. 845). |           |         |  |                   |        |